# Laakdal
Laakdal és un municipi belga de la província d'Anvers a la regió de Flandes. Està compost per les seccions de Laakdal, Eindhout, Veerle, Vorst, Vorst-Meerlaar, Veerle-Heide i Varendonk. Limita al nord amb Geel, al nord-est amb Meerhout i Ham (Limburg), al sud-est amb Herselt, al sud amb Scherpenheuvel-Zichem (Brabant Flamenc) i al sud-est amb Tessenderlo (Limburg)

## Evolució de la població
| Any       | 1977   | 1980   | 1985   | 1990   | 1995   | 2000   | 2005   | 2007   |
| --------- | ------ | ------ | ------ | ------ | ------ | ------ | ------ | ------ |
| Població  | 12.801 | 13.190 | 13.881 | 14.228 | 14.573 | 14.806 | 14.867 | 14.998 |
| Font: NIS |        |        |        |        |        |        |        |        |